# Симашов, Андрей Евгеньевич
Андрей Евгеньевич Симашов (род. 14 января 1971) — советский и российский хоккеист, защитник. Мастер спорта России.

## Биография
С десяти лет стал заниматься в СДЮСШОР «Кристалл» Электросталь, тренер Владимир Мариничев. Дебютировал за команду в сезоне 1986/87 в возрасте 16 лет, проведя в первенстве один матч.
Армейскую службу проходил, играя в СКА МВО Тверь (1990/91) и ЦСКА-2 (1991/92). Вернвшись в «Кристалл», отыграл в нём семь сезонов. Затем выступал за подольский «Витязь» (1999/2000 — 2000/01), «Липецк» (2000/01), «Корд» Щёкино (2002/03).
Работал тренером в московской ДЮСШ «Созвездие», но вскоре закончил из-за грыжи. Работал во дворце спорта «Кристалл» машинистом холодильных установок, затем — слесарем в «Промснабресурсе», на Машиностроительном заводе.
Победитель хоккейного турнира зимней Универсиады 1993.